# Штрафний удар (фільм)
«Штрафний удар» (рос. «Штрафной удар») — радянський художній фільм 1963 року, кінокомедія.

## Сюжет
Історія про заповзятливого сільського керівника (колишнього керівника тваринницького комплексу) товариша Кукушкіна (М. Пуговкін), який, отримавши завдання підняти авторитет спорту на селі, зметикував, що успіхи місцевої спортивної команди можна підвищити дуже швидко, якщо запросити професіоналів виступити під вигаданими прізвищами на обласний спартакіаді (перед тим він став «зіркою преси», домігшись видатних показників в здачі масла, яке, як потім з'ясувалося, він скуповував в магазинах сусіднього району). Вся наймана компанія («комбайнери», «механізатори») вирушила в дорогу. Однак, дорожнє знайомство з кореспонденткою газети Людою Миловановою призвело до того, що скандалу Кукушкіну тепер не уникнути. Змагання йдуть своєю чергою: виступають кіннотники (на снігу іподрому), стрибуни з трампліну… І тут, перед початком хокейного матчу, кореспондентка через мовлення гучно вимовляє глядачам про підставу. Матч, в результаті, провалюється (співкомандники не підтримують «засланця»). У фіналі фільму товариш Кукушкін сидить і, розмовляючи з собакою, ворожить, як же складеться його подальша доля — перекинуть «на іншу позицію», або ж це кінець кар'єри.

## У ролях
- Михайло Пуговкін —  Кукушкін Павло Васильович, керівник в Петровському районі
- Ліліана Альошнікова —  Людмила Милованова, кореспондент
- Володимир Трещалов —  майстер спорту Ігор Корольов, хокеїст, він же комбайнер Семенов
- Володимир Висоцький —  гімнаст Юрій Нікулін, він же наїзник Маслюков
- Володимир Яновскіс —  боксер Ян Сизов, він же фігурист Іван Дубров
- Володимир Гудков —  ковзаняр Володимир Кузін
- Ігор Пушкарьов —  легкоатлет Віктор Гончаров, він же лижник-стрибун Калачов
- Олена Понсова —  секретар редакції
- Микола Сморчков —  комбайнер Яків Михайлов
- Юрій Медведєв —  кореспондент
- Лариса Лужина —  телеведуча
- Георгій Тусузов —  лікар
- Ян Спарре —  спортивний радіокоментатор (камео)
- Наталя Сєдих —  фігуристка

## Знімальна група
- Автор сценарію:  Владлен Бахнов,  Яків Костюковський
- Режисер:  Веніамін Дорман
- Оператор:  Костянтин Арутюнов
- Художник:  Марк Горелик
- Композитор:  Микита Богословський
- Оркестр Головного управління по виробництву фільмів (диригент —  Емін Хачатурян)